# Vacuum Oil Company

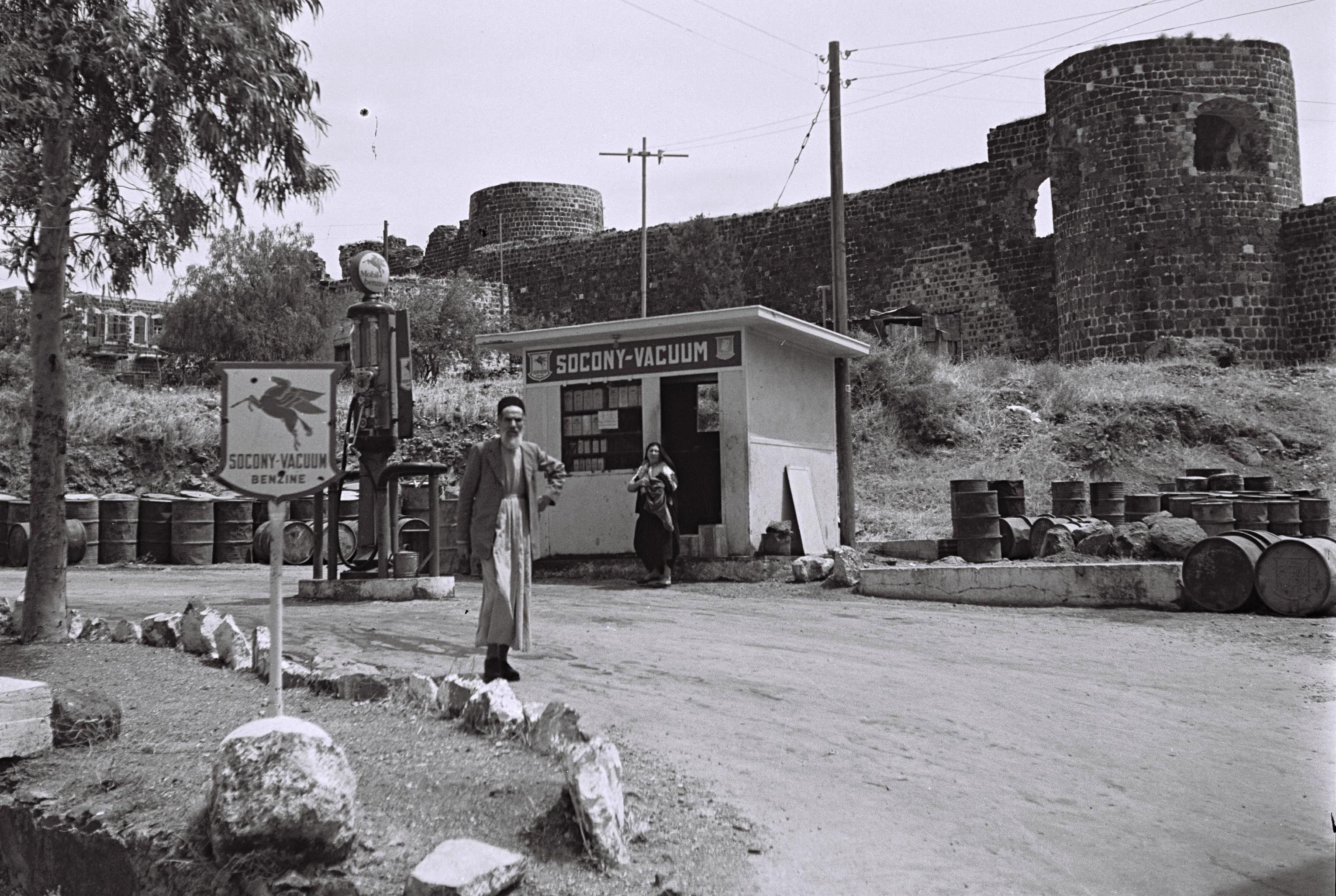
Estació Socony-Vacuum gas, Tiberias 1946

Vacuum Oil Company va ser una empresa petroliera estatunidenca coneguda pel seu Gargoyle 600-W Steam Cylinder Oil. Vacuum Oil es va fusionar amb Standard Oil Co of New York, comunament coneguda com a Socony Oil per formar Socony-Vacuum Oil Company, i actualment és part d'ExxonMobil.

## Història
Vacuum Oil va ser fundada el 1866 per Matthew Ewing i Hiram Bond Everest, de Rochester, Nova York. L'oli de lubricació va ser un descobriment accidental mentre intentava destil·lar querosè. Everest va assenyalar que el residu de l'extracció era adequat com a lubricant. Poc després, el producte es va fer popular per als motors de vapor i els motors de combustió interna. Ewing va vendre el seu interès per l'Everest, que va dur a terme l'empresa. Vacuum va ser comprat per Standard Oil el 1879.
Va originar la marca Mobil el 1899 (com "Mobilgas"; "Mobiloil" va arribar més tard). Quan Standard Oil es va trencar el 1911 a causa de la Sherman Antitrust Act, Vacuum es va tornar a convertir en una companyia independent.
Durant la Segona Guerra Mundial, els subcamps d'Auschwitz Czechowice-Dziedzice van proporcionar treball forçós per a la Companyia Vacuum.

El 1955, la companyia esdevingué Socony Mobil Oil Company. El 1963 es va dir Mobilgas i després just Mobil.